# Steinschartenkopf
Le Steinschartenkopf est une montagne d'une altitude de 2 615 m située dans les Alpes d'Allgäu, dans le land du Tyrol en Autriche. Il est le 6e plus haut sommet de ce massif.